# Bomba, Abruzzo
Bomba är en ort och kommun i provinsen Chieti i regionen Abruzzo i Italien. Kommunen hade 768 invånare (2018).